# Ròtula (trípode)

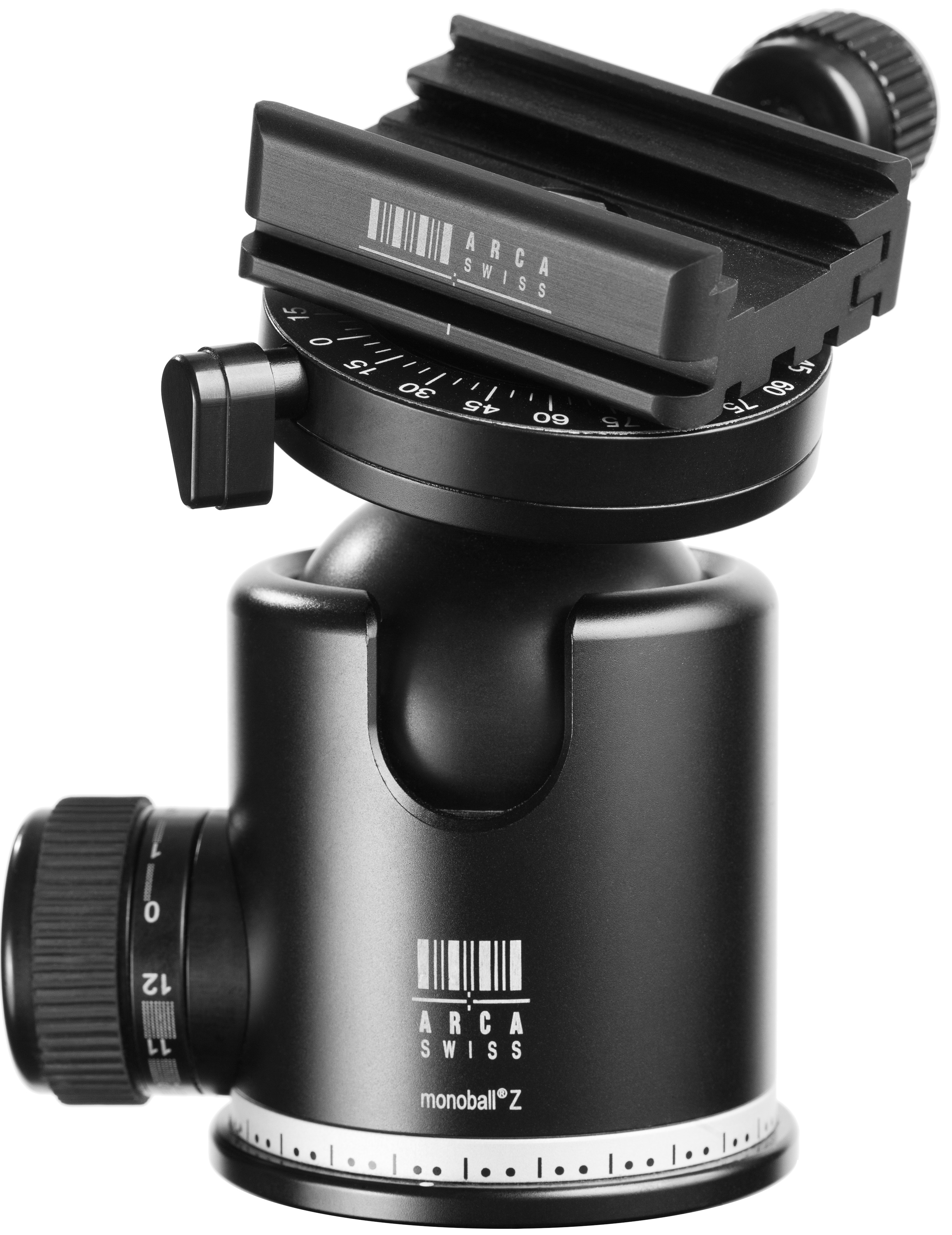
Arca-Swiss ròtula

La ròtula és la part superior del trípode que permet moure la càmera a voluntat. En els trípodes senzills hi ve incorporada i no es pot canviar, però en els més complets ve sempre per separat i es pot triar entre diversos tipus. Quan s'adquireix una ròtula és molt important tenir en compte el pes que pot soportar. No és el mateix una càmera compacta de butxaca que una reflex amb un teleobjectiu.
Les ròtules fotogràfiques primen, sobretot, l'estabilitat un cop fixades. Poden ser de bola o tradicionals. Ambdues permeten qualsevol tipus de moviment. Les de bola són més ràpides de posicionar, i solen ser preferides per a fer fotografies de tipus artístic. Les tradicionals són més tedioses de posicionar però permeten ajustar cadascun dels eixos per separat, de manera que solen ser les preferides per treballs tècnics: arquitectura, paisatge, ...
Les ròtules per a vídeo i cinema destaquen, sobretot, per la seva fluïdesa. Cal poder fer moviments de càmera absolutament suaus i sense salts ni vibracions. Solen estar fetes per a suportar molt més pes que les de fotografia perquè aquests tipus de càmera poden pesar molt.